# Holašovický kruh

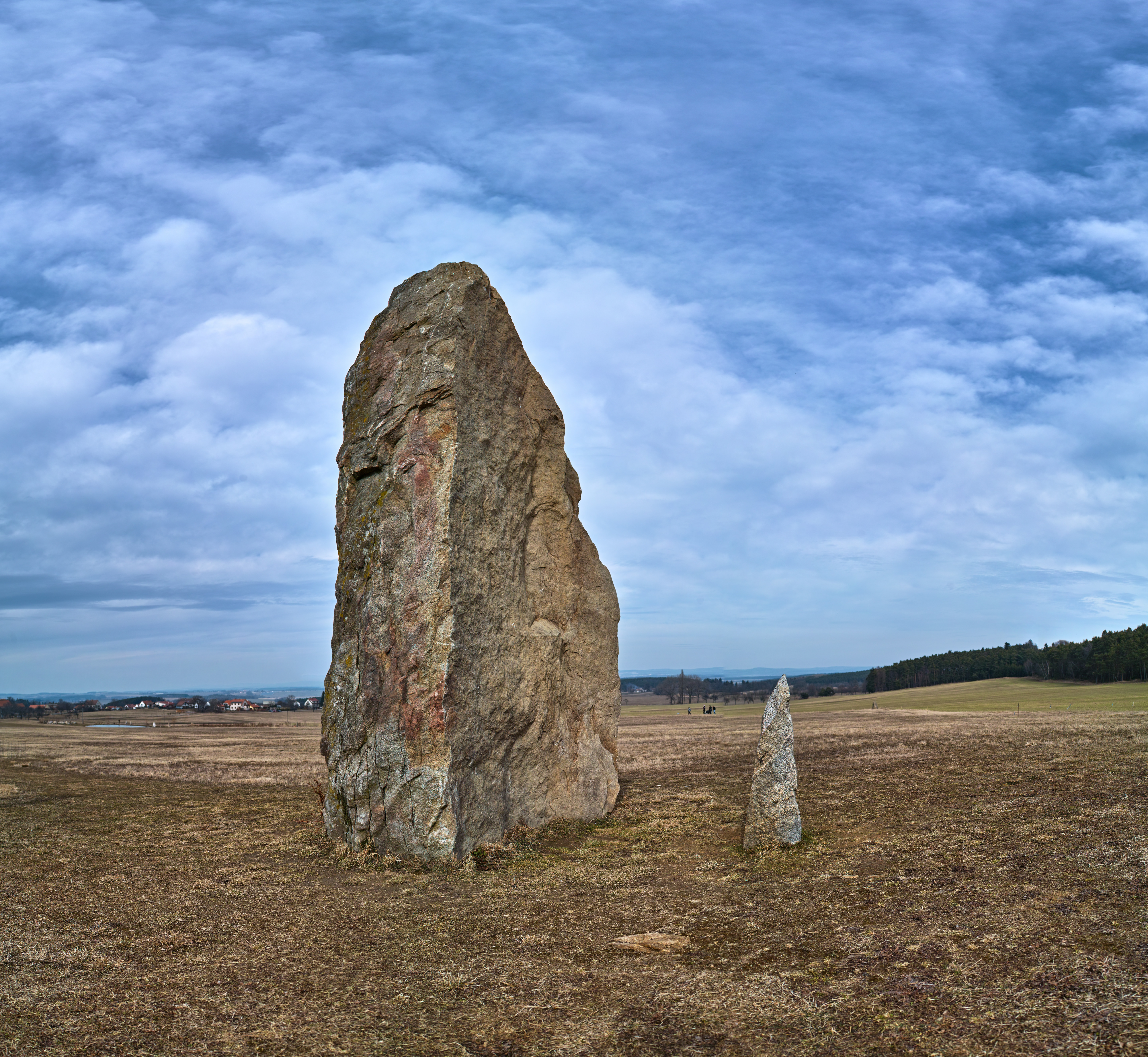
Soliterní menhir u Holašovického kamenného kruhu

Holašovický kruh známý též pod názvy Holašovické Stonehenge, Jihočeské Stonehenge, nebo Holašovický kromlech, je novodobý kromlech vybudovaný u vsi Holašovice v jižních Čechách.

## Historie
První balvan vykopal místní občan Václav Jílek kolem roku 2000 na návsi, kde dlouhá léta překážel při sečení trávy. Následně pokračoval sháněním dalších kamenů vhodných pro realizaci stavby. Všechny kameny pocházejí ze vzdálenosti do 15 kilometrů od Holašovic a transport většiny z nich se neobešel bez komplikací. Samotný kromlech byl postaven na konci srpna roku 2008 jako kruh 25 kamenů včetně jednoho centrálního. Zhruba 200 metrů jihovýchodně od kruhu se nachází samostatný velký menhir (později doplněný ještě o menší). Stavbu realizoval na vlastním pozemku Jílek podle návrhu ing. Pavla Kozáka. 25. června 2011 došlo v rámci oslav letního slunovratu k vytvoření dolmenu. Zhruba 30 osob pomocí dřevěných saní podkládaných kmeny přesunulo osmitunový plochý balvan ke trojici menhirů – umístění na jejich vrchol již asistovala těžká technika.
Za stavbu tohoto kamenného seskupení dostal Jílek anticenu Bludný balvan, kterou uděluje Český klub skeptiků Sisyfos.

## Funkce stavby
Areál připomíná historickou památku. Cesta k němu je výrazně značena šipkami od turisticky atraktivní návsi obce Holašovice. Primární účel stavby je dle tvůrců psychotronického charakteru a spočívá ve 3 funkcích: První má být léčivá (doplňkově k lékařské péči); energie stavby prý pozitivně působí na 95% chorob patologického spektra – nestačí ale na léčbu zhoubných nádorů. Dále je kruh vhodný k meditacím a podpoře duchovního rozvoje. Třetí funkce dle tvůrců stavby spočívá v údajné eliminaci tak zvané patogenních zón (původně do vzdálenosti 600 metrů).
 Řada návštěvníků ale nic pozitivního necítí a vše hodnotí jako naprostý podvod.
Stavba a celý komplex jsou dále využívané k pořádání různých kulturních akcí, oslav a koncertů.

## Okolí kromlechu
Součástí areálu je rybníček, jehož břeh lemují stromy a menhiry, dále pahorek (u jehož úpatí stojí tabule informující o areálu, která obsahuje mimo jiné i "návod k použití" menhirů. Směrem k vesnici se rozkládá dráha pro motorové čtyřkolky. Ta žádné psychotronické efekty nevykazuje.
O kilometr dále bývalo mohylové pohřebiště knovízské kultury, kde došlo roku 1927 k nálezu bronzového depotu s množstvím nástrojů a šperků. V souvislosti s Holašovickým kruhem bývá často zmiňováno Třísovské oppidum, 10 kilometrů vzdálené keltské sídliště z 2. století př. n. l.